# 1013 w polityce

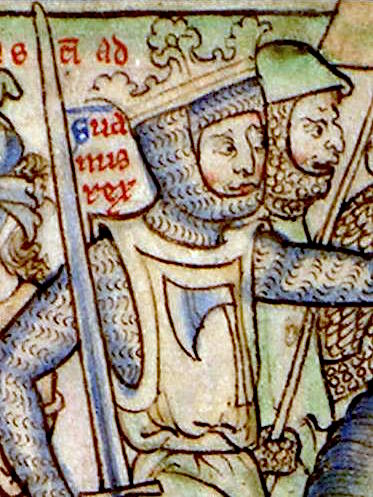
Swen Widłobrody

Wydarzenia polityczne w 1013 roku.

## Wydarzenia
- 24-25 maja, Merseburg, pokój kończący wojnę polsko-niemiecką[1].
- Mieszko II Lambert żeni się z Rychezą, siostrzenicą cesarza Ottona III[2].
- Swen Widłobrody[3][4] zostaje królem Anglii[5][6].

## Urodzili się
- Sancha z Leónu, córka Alfonsa V, króla Leónu i Elviry Gonzalez z Galicii, żona Ferdynanda I Wielkiego, króla Kastylii[7].